# Contrainte pfaffienne
En planification de mouvement, une  contrainte pfaffienne est un ensemble de k équations linéairement indépendantes entre les vitesses du système, c'est-à-dire de la forme :
{\displaystyle A(q){\dot {q}}=0}
où {\displaystyle q} est un vecteur de coordonnées généralisées donnant les positions des éléments du système, et {\displaystyle {\dot {q}}} est sa dérivée par rapport au temps. Un exemple de contrainte pfaffienne est le roulement sans glissement.
Elle tire son nom du mathématicien allemand Johann Friedrich Pfaff (1765-1825).